# Sotsha Dlamini
Sotsha Dlamini (ur. 27 maja 1940 w Lushikishikini, Mankayane, zm. 7 lutego 2017 tamże) – suazyjski polityk, w latach 1986–1989 premier Suazi.

## Życiorys
Urodził się 27 maja 1940 w Lushikishikini w mieście Mankayane w dystrykcie Manzini.
Pracował suazyjskiej policji, gdzie przeszedł karierę od konstabla po komisarza w wydziale dochodzeniowym. Następnie zatrudniony był jako manager w porcie lotniczym Ubombo Ranches Airfield.
6 października 1986, jako polityk bezpartyjny, objął urząd premiera Suazi zastępując księcia Bhekimpiego Dlaminiego. Pozostawał na stanowisku do 12 lipca 1989, kiedy nowy premierem został Obed Dlamini. Następnie, aż do emerytury pracował jako dyrektor ds. ochrony w Swaziland Milling w Manzini.
Zmarł 7 lutego 2017 w swoim domu w Lushikishikini na skutek obrażeń, których doznał w wyniku upadku.